# Oscar Winning Tears
Oscar Winning Tears è un singolo della cantautrice britannica Raye, pubblicato l'8 novembre 2024 come settimo estratto dal primo album in studio My 21st Century Blues.

## Descrizione
Oscar Winning Tears è stata descritta dalla rivista American Songwriter come una ballata jazz, costruita su una produzione cinematica e teatrale. Il tema centrale è la fine di una relazione tossica.

## Esibizioni dal vivo
Oscar Winning Tears è stata cantata dal vivo il 10 novembre 2024 in occasione dei MTV Europe Music Awards. In tale occasione Raye si è esibita in un medley, composto anche da Escapism e Body Dysmorphia, accompagnata da un coro e una piccola orchestra. Il brano è stato riproposto ai Grammy Awards 2025, anche in questo caso con coro e orchestra, ricevendo ampi consensi da parte della critica. Clash l'ha definita una delle migliori performance della serata, lodandone la «perfezione tecnica» e «l'impatto emotivo spiazzante».

## Classifiche
| Classifica (2024) | Posizione massima |
| ----------------- | ----------------- |
| Irlanda           | 58                |
| Regno Unito       | 52                |